# Margarida Malatesta

Escut d'armes dels Malatesta.

Margarida Malatesta (en italià: Margherita Malatesti) (1370 - Màntua, Senyoriu de Màntua, 1399) fou una princesa de la Dinastia Malatesta que va esdevenir senyora consort de Màntua.

## Orígens familiars
Va néixer el 1370 sent filla de Galeotto I Malatesta i Elisabet di Varano, sent neta per línia paterna de Pandolf I Malatesta.

## Núpcies i descendents
Es casà el 1393 amb Francesc I Gonzaga, vidu d'Agnès Visconti, la qual havia estat condemnada a mort per adulteri. Del seu matrimoni amb Francesc tingueren:
- Joan Francesc I Gonzaga (1395-1444), senyor i marquès de Màntua
- Susanna Gonzaga (morta jove)

Margarida Malatesta morí el 28 de febrer de 1399 a la ciutat de Màntua.